# Deutsche Meisterschaften im Freiwasserschwimmen 2003
Die Internationalen Deutschen Meisterschaften im Freiwasserschwimmen fanden 2003 in Großkrotzenburg statt und wurden vom Deutschen Schwimm-Verband veranstaltet und vom WSV 1926 Großkrotzenburg organisiert.
| Disziplin        | Männer              | Männer            | Männer     | Frauen        | Frauen                             | Frauen     |
| Disziplin        | Name                | Verein            | Zeit       | Name          | Verein                             | Zeit       |
| ---------------- | ------------------- | ----------------- | ---------- | ------------- | ---------------------------------- | ---------- |
| 5 km Freiwasser  | Christian Hein      | SV Würzburg 05    | 0:56:22,50 | Britta Kamrau | PSV Rostock                        | 1:00:05,90 |
| 10 km Freiwasser | Christian Hein      | SV Würzburg 05    | 1:56:39,15 | Britta Kamrau | PSV Rostock                        | 2:03:28,50 |
| 25 km Freiwasser | Christof Wandratsch | Wacker Burghausen | 5:11:54,40 | Cindy Persoon | Hasseltse Zwemvereniging Spartacus | 5:24:23,20 |